# Haberskirch
Haberskirch ist ein Gemeindeteil von Friedberg im schwäbischen Landkreis Aichach-Friedberg und eine Gemarkung.

## Lage
Das Pfarrdorf liegt etwa vier Kilometer nördlich von Friedberg, 500 m südlich der Autobahn A8  (München-Augsburg).
Die Gemarkung Haberskirch liegt vollständig im Gemeindegebiet von Friedberg und hat eine Fläche von etwa 412 Hektar. Auf ihr liegt der Friedberger Gemeindeteil Haberkirch.

## Geschichte
Haberskirch wurde 1248 erstmals erwähnt. Der Ort gehörte zum wittelsbachischen Herzogamt Mühlhausen.
1554 gab es 17 Feuerstellen im Ort, 1760 deren 18. Im Franzosenkrieg wurde das Dorf 1796 geplündert. 
1842 wurde erstmals eine Schule erwähnt, ein Schulhaus gibt es seit mindestens 1876.
1821 wurde Haberskirch unter Hinzunahme des Weilers Unterzell eine eigenständige Gemeinde. Im Jahr 1961 hatte die Gemeinde die beiden Gemeindeteile Haberskirch und Unterzell, eine Fläche von 602,03 Hektar und 206 Einwohner.
Am 1. Juli 1972 wurde diese im Zuge der Gebietsreform nach Stätzling eingegliedert. Durch die fast vollständige Eingliederung der Gemeinde Stätzling nach Friedberg zum 1. Mai 1978 kam der Ort Haberskirch zur Stadt Friedberg, nur Unterzell kam zur Gemeinde Dasing.

## Baudenkmäler

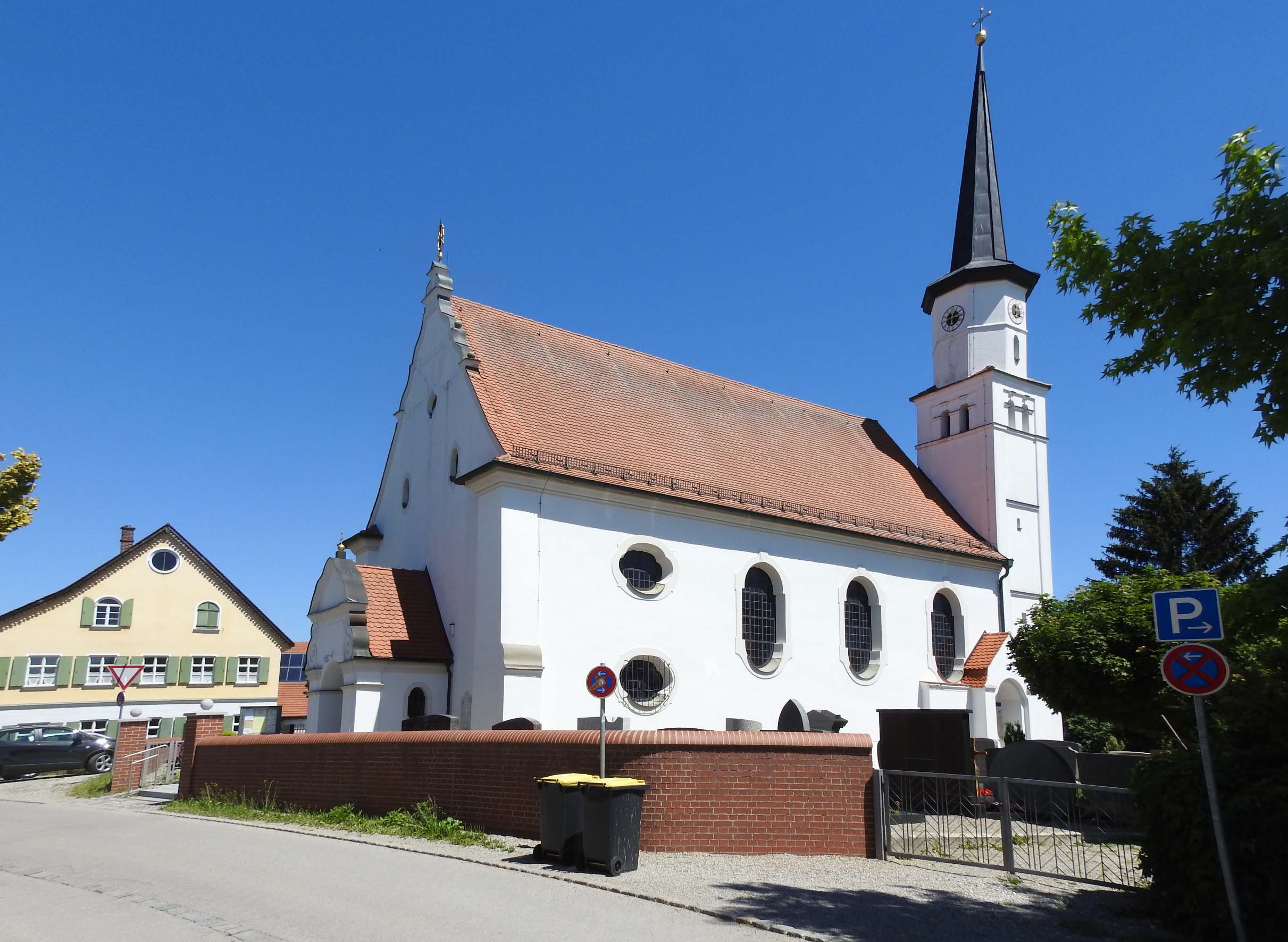
Kirche St. Peter und Paul und ehem. Gasthof in Haberskirch von Süden

Siehe auch: Liste der Baudenkmäler in Haberskirch
- Katholische Pfarrkirche St. Peter und Paul
- Pfarrhaus, erbaut Ende des 17. Jahrhunderts